# 未遂
未遂（みすい）とは、狭義には犯罪の実行への着手があったが、行為者本人の意思に基づかない外部的な障害によってこれを完成しなかった場合（障害未遂）をいう。また、広義には自己の意思によって犯罪を中止した場合（中止未遂、中止犯）を含む。対義語は既遂。

## 概説
本来、刑罰法規の基本的構成要件は既遂犯を予定して作られているものである。未遂犯はこのような基本的構成要件を修正して既遂に至る前段階の一定の行為についてそれ自体を処罰するものである。
結果責任主義をとっていた古い刑法の時代には現実に発生した結果への責任を問うことで足りた。未遂という概念が発達するのは中世のイタリア法学においてであり、カロリーナ刑事法典では既遂犯よりも軽く罰せられるべき旨が定められていた。
実行の開始（実行の着手）がありながら既遂に至らない行為を未遂とする現代的な意味での未遂犯の概念は、1810年に制定されたフランス刑法典2条に由来し、1871年のドイツ刑法典に継受されたことに始まる。
近代学派の立場では犯罪は行為者の危険的な性格の発現とみることから、未遂犯処罰の根拠についても行為者の法敵対的な意思の発現にあるから行為者の意思に差異がない以上は未遂犯も既遂犯と同様に処罰すべきであるとするのに対し、古典学派の立場では犯罪行為の客観的側面を基準に考えるべきとし、構成要件的結果を発現する危険度の増大に従って予備よりも未遂、未遂よりも既遂の方が重い罪責に問われるべきであるとする。
なお、未遂犯と不能犯の区別の問題については不能犯を参照。

## 日本法

### 未遂犯の態様と処罰
未遂犯について日本法では刑法43条に規定がある。
未遂のうち、自己の意思によって中止したもの（刑法43条後段）が中止未遂、これ以外の未遂が障害未遂にあたる。
未遂犯の一般的取り扱いは「減軽することができる」ということであるが（裁量的減軽規定）、特に「自己の意思により犯罪を中止したとき」（中止未遂）については、「減軽し、又は免除する」と定められており必要的に減免しなければならない（必要的減免規定）。
未遂犯の処罰について日本法では刑法44条で｢未遂を罰する場合は、各本条で定める｣と規定しており、具体的に「未遂を罰する」という規定がある場合にのみ処罰される。

### 障害未遂の要件

#### 犯罪実行の着手
「犯罪の実行に着手」の意味については主観説と客観説の対立がある。
主観説（近代学派）
行為者の犯罪的意思を基準として実行の着手を認定する学説。主観説では外部的・客観的な行為は故意を認識するための手段とみるにすぎない。
主観説に対しては行為の客観的意味も考慮すべきで犯罪意思への偏重は正しくないという批判がある。
客観説（古典学派）
犯罪行為の客観的側面を基準として実行の着手を認定する学説。
形式的客観説
犯罪の構成要件を基準として実行の着手を認定する学説。
実質的客観説
法的侵害の現実的危険性の有無を基準として実行の着手を認定する学説。

折衷説
主観説でも行為者の主観を離れた客観的行為は予定され、客観説でも基本的構成要件についての構成要件的故意は必要であるから、両説に区別の実益はないとして行為の主観・客観の両側面から実行の着手を認定する学説。

#### 犯罪を遂げなかったこと
未遂犯は犯罪の基本的構成要件が完全に充足されるに至らなかった場合に成立する。
実行行為に着手したが実行行為が完了しなかった場合を着手未遂、実行行為は完了したが構成要件的結果は発生しなかった場合を実行未遂（欠効犯または終了未遂）という。ただし、着手未遂と実行未遂の区別自体は刑法上重要な意味を持たない（ともに障害未遂）。

### 中止未遂の要件
自己の意思により犯罪を中止したときは中止未遂となる（b:刑法第43条後段）。

### 各本条における未遂犯処罰規定
刑法44条を受けて、未遂を処罰する場合には各章ごとに別個に規定が置かれており、特に重大な犯罪についてはほぼ全てに未遂罪を罰する規定が置かれている。
未遂を罰する場合の法文の例に、以下のようなケースがある（カッコ内の条文解説は原文にはない）。
第203条
第199条（殺人）及び前条（自殺関与及び同意殺人）の罪の未遂は、罰する。
第228条
第224条（未成年者略取及び誘拐）、第225条（営利目的等略取及び誘拐）、第225条の2第一項（身の代金目的略取等）、第226条（国外移送目的略取等）並びに前条第1項から第3項まで及び第四項前段（被略取者収受等）の罪の未遂は、罰する。
第243条
第235条（窃盗）から第236条（強盗）まで、第238条（事後強盗）から第240条（強盗致死傷）まで及び第241条第3項（強盗・強制性交等及び同致死）の罪の未遂は、罰する。